# Berlingot (hippomobile)
Pour les articles homonymes, voir Berlingot.
Le berlingot (probable diminutif de berline) était une voiture hippomobile semblable au coupé : deux roues, deux places côte à côte à l'intérieur. Une glace fermait la partie avant. Berlingot était le nom du coupé vers 1667, on l'appelait aussi carrosse-coupé ou diligence. 
Il existait aussi au XVIIIe siècle un berlingot qui n'offrait qu'une seule place à l'intérieur : on l'appelait pour cela une désobligeante.

## Sources
Joseph Jobé, Au temps des cochers, Lausanne, Edita-Lazarus, 1976.  (ISBN 2-88001-019-5)